# Débarquement de Mindelo

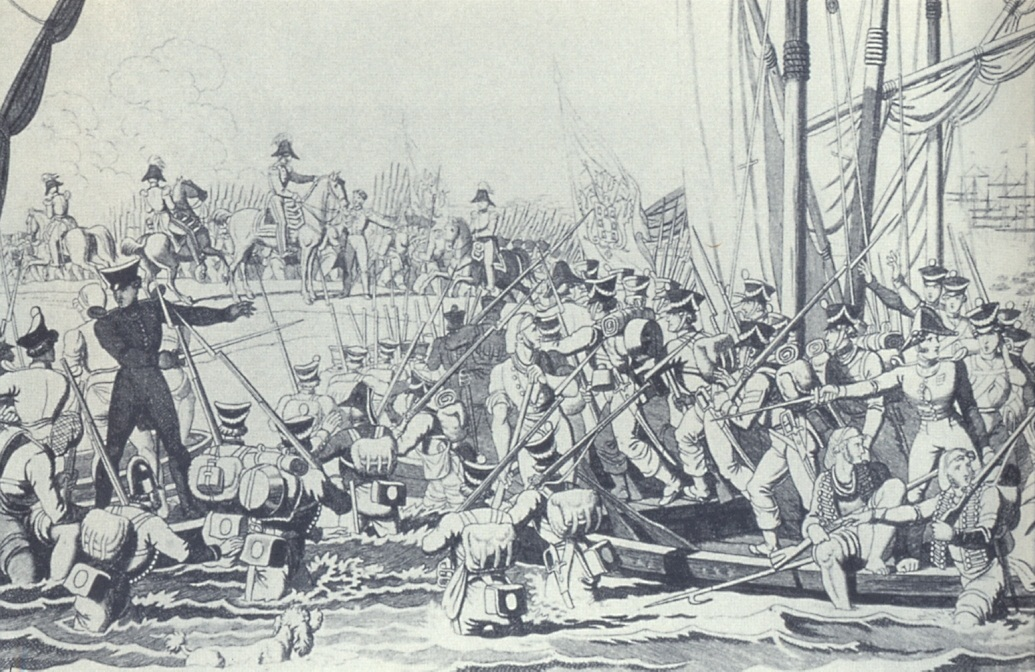

Le débarquement de Mindelo est un épisode de la guerre civile portugaise (1828-1834). Il correspond au débarquement des troupes libérales du duc de Bragance au nord de Porto, le 8 juin 1832.
Le débarquement, auquel participent pas moins de 7 500 hommes, parmi lesquels Almeida Garrett, Alexandre Herculano et Joaquim António Aguiar, permet aux forces libérales de s'emparer de la ville de Porto le 9 juillet (siège de Porto).
Malgré son nom, le débarquement n'a pas eu lieu à Mindelo, mais sur la plage d'Arnosa de Pampelido, actuelle Plage de la mémoire.